# Erc mac Cairbri Niad-Fer
Erc mac Cairbri Niad-Fer [eRk mak 'karʼbʼrʼi nʼiað fʼer], auch Erc mac Cairpri (modernes irisch: Earc), ist der Name einer Sagengestalt aus der keltischen Mythologie Irlands.
In der Táin Bó Cuailnge („Der Rinderraub von Cooley“) ist Erc mac Cairbri der Sohn von Cairbre Nia-Fer, dem König von Tara, und dessen Gattin Fedelm Noíchride, der Tochter des Königs von Ulster, Conchobar mac Nessa. Ohne Conchobars Wissen und gegen das Verbot seines Vaters beschließt Erc mac Cairbri, den Ultern gegen das Heer von Connacht unter Königin Medb und König Ailill mac Máta zu helfen. Der Grund ist die Untreue seiner Mutter mit dem Ulter Helden Cú Chulainn. Als sein Vater Cairbre Nia-Fer im Duell gegen Cú Chulainn in der Cath Ruis na Ríg („Die Schlacht von Rosnaree“), einer Remscéla („Vorgeschichte“) der Táin Bó Cuailnge, fällt, wird er neuer König von Tara, heiratet Conchbars Tochter Fínscoth und schwört seinem Schwiegervater Treue. 
Trotzdem beschließt er, den Tod seines Vaters zu rächen und verbündet sich deshalb mit Lugaid Lága und den Kindern des Connachter Hexers Calatin, um Cú Chulainn zu überlisten und zu töten (siehe dazu Aided Chon Culainn, „Cú Chulainns Tod“). Erc mac Cairbri und die anderen Verschwörer werden deshalb von Cú Chulainns Ziehbruder Conall Cernach erschlagen, der Ercs Kopf als Siegesbeweis nach Tara bringt.